# Paweł z Bancz
Paweł z Bancz niem. Paul von Banz, też Paul von Bantsch (zm. ok. 1325) – duchowny katolicki, cysters, pomocniczy biskup wrocławski. 

## Życiorys
Nie wiemy nic na temat jego wczesnych lat życia poza tym, że wstąpił do zakonu cystersów w Lubiążu. Około 1302 roku został prekonizowany biskupem tytularnym Tiberiady. Urzędował w diecezji wrocławskiej, będąc pierwszym stałym biskupem pomocniczym w diecezji. W tym czasie udzielił odpustów benedyktynkom ze Strzegomia w 1307 roku, poświęcił kościół w Kępach koło Legnicy (1315), dokonał ponownego poświęcenia kościoła św. Elżbiety we Wrocławiu (1320), wprowadził na urząd opata na Piasku (1321).
W 1309 roku przypadło mu w udziale rozsądzenie sporu między Władysławem Łokietkiem a biskupem krakowskim Janem Muskatą z polecenia papieża Klemensa V. Był ponadto polubownym sędzią w sporach majątkowych zarówno między duchownymi, jak i świeckimi. W lipcu 1315 przewodniczył postępowaniom inkwizycyjnym przeciwko wspólnotom waldensów na Śląsku w wyniku którego spalono na stosie ponad 50 osób.
Zmarł ok. 1325 roku i został pochowany w kościele klasztornym w Lubiążu.

## Upamiętnienie
W 1693 roku w kościele klasztornym w Lubiążu wykonano marmurowy monument upamiętniający wszystkich biskupów w nim pochowanym, w tym przedstawiono postać Pawła z Bancz.